# ローマ・ソッテラネア
ローマ・ソッテラネア（Roma Sotterranea、ローマ地下連盟）とは、イタリア・ローマ市街の地下に存在する古代の遺跡を調査している非営利文化組織団体である。

## 概要
- 構成人数：400人（2007年現在）
- 主要メンバー：マルコ・プラチティ（洞窟探検家）、クリスティアーノ・ラリエリ（考古学者）
- 活動理念：ローマ及びその周辺に散在する考古学遺産の保護、地下遺跡の環境・研究・知識・保護の促進